# Госики
Госики (яп. 五色町 Госики-тё) — бывший посёлок на острове Авадзи в префектуре Хиого, Япония. Включен в состав города Сумото 11 февраля 2006 года.
Родина национального героя Японии Такадая Кахея. Здесь же находится место его захоронения.

## Пленение Головнина
Имя Такадая Кахея связано с русско-японским конфликтом 1811—1813 гг., который был вызван пленением капитана императорского шлюпа «Диана», проводившего гидрографическое описание Курильских островов, В. М. Головнина, двух его офицеров и четырёх матросов. Пленённые русские были поселены в Госики.
В обширном парке имени Такадая Кахея расположен мемориал «Нанохана-Холл», перед которым установлен памятник Такатаю Кахей и Василию Головнину. В 1999 году в Госики состоялась первая историческая встреча потомков героев этого инцидента.

## Побратимство
Мэр Госики 6 июля 2001 года подписал договор о побратимских отношениях с российским городом Кронштадт. После присоединения Госики к Сумото договор о побратимских отношениях между Госики и Кронштадтом был унаследован новым объединённым городом Сумото.